# Moss Rose
Moss Rose è uno stadio situato a Macclesfield, in Inghilterra. Attualmente è utilizzato soprattutto per le partite di calcio ed è il terreno di gioco del Macclesfield Town F.C.. Lo stadio contiene 6.355 persone ed è stato costruito nel 1891.